# Ishulli i Franc Jozefit
Ishulli i Franc Jozefit är en ö i Albanien.   Den ligger i prefekturen Qarku i Shkodrës, i den nordvästra delen av landet, 70 km nordväst om huvudstaden Tirana.